# Irlanda all'Eurovision Song Contest 2010
L'Irlanda organizzerà ancora una volta l'Eurosong per selezionare la sua canzone rappresentante all'Eurovision Song Contest 2010. Una giuria di 5 membri ha selezionato le 5 canzoni in gara: tra i partecipanti, c'è Niamh Kavanagh, vincitrice dell'Eurovision Song Contest 1993 con la canzone In Your Eyes.

## Partecipanti all'Eurosong
| Ord. | Artista        | Canzone                       | Testo (t) / Musica (m)                                                  | Risultato |
| ---- | -------------- | ----------------------------- | ----------------------------------------------------------------------- | --------- |
| 1    | Leanne Moore   | "Does Heaven Need Much More?" | Tommy Moran & John Waters (m & t)                                       |           |
| 2    | Lee Bradshaw   | "River of Silence"            | R. Siegel (m), J. O'Flynn & José Santana (m & t)                        |           |
| 3    | Mikey Graham   | "Baby Nothing Is Wrong"       | Michael Graham, Scott Newman & Yann O'Brien (m & t)                     |           |
| 4    | Monika Ivkic   | "Fashion Queen"               | Marc Paelinck & Mathias Strasser (m & t)                                |           |
| 5    | Niamh Kavanagh | "It's for You"                | Niall Mooney, Marten Eriksson & Jonas Gladnikoff (m), Lina Eriksson (t) |           |

## All'Eurovision Song Contest

### Voto

#### Punti assegnati all'Irlanda
| 12         | 10                      | 8                   | 7          | 6                      |
| ---------- | ----------------------- | ------------------- | ---------- | ---------------------- |
| - Svizzera | - Regno Unito           | - Paesi Bassi       | - Lituania | - Danimarca - Norvegia |
| 5          | 4                       | 3                   | 2          | 1                      |
|            | - Azerbaigian - Romania | - Croazia - Israele | - Slovenia | - Armenia - Turchia    |

| 12 | 10 | 8 | 7                    | 6                     |
| -- | -- | - | -------------------- | --------------------- |
|    |    |   | - Regno Unito        | - Israele - Svizzera  |
| 5  | 4  | 3 | 2                    | 1                     |
|    |    |   | - Estonia - Germania | - Croazia - Finlandia |

#### Punti assegnati dall'Irlanda
| Punti | Paese       |
| ----- | ----------- |
| 12    | Lituania    |
| 10    | Azerbaigian |
| 8     | Turchia     |
| 7     | Georgia     |
| 6     | Romania     |
| 5     | Svezia      |
| 4     | Danimarca   |
| 3     | Paesi Bassi |
| 2     | Ucraina     |
| 1     | Croazia     |

| Punti | Paese       |
| ----- | ----------- |
| 12    | Danimarca   |
| 10    | Belgio      |
| 8     | Germania    |
| 7     | Romania     |
| 6     | Francia     |
| 5     | Georgia     |
| 4     | Regno Unito |
| 3     | Azerbaigian |
| 2     | Norvegia    |
| 1     | Turchia     |